# Mam rakietę
Mam rakietę (ang. I Got a Rocket, 2006–2007) – serial animowany produkcji australijskiej, który emitowany jest na kanale Disney Channel od 22 czerwca 2009 roku.

## Opis fabuły
Kreskówka opowiada o chłopcu zwanym Vincent Q, który na swoje 13. urodziny dostaje w prezencie rakietę, który w swoim działaniu przypomina robota. Odtąd życie Vincenta zmienia się na dobre.

## Bohaterowie
- Vincent Q – trzynastoletni chłopiec, który otrzymał na swoje 13 urodziny wymarzony prezent – rakietę. Kocha Maję.
- Rakieta – najlepszy przyjaciel Vinniego. W działaniu przypomina robota.
- Gabby – koleżanka Vincenta. Często odrabia za nich zadania domowe i płaci w sklepach. Kocha Vinniego.
- Tęcza
- Frankie Kaczka – przeciwniczka Vincenta, należy do grupy Kaczek.
- Biffo Kaczka – brat Frankie i Skuda. Często mówi tylko po wyrazie, jednak naprawdę normalnie mówi (odc. Przemiana Biffo).
- Skud Kaczka – brat Frankie i Biffo, należy do grupy kaczek, jest bardzo wredny.
- Cichy zabójczy ninja – jest trochę dziwnym ninją. Pojawia się w wielu odcinkach.
- Maya – posiada restaurację „U Joego”. Bardzo lubi Vinniego, Gabby i Rakietę.
- Crystal – siostra Vinniego. Posiada swoje własne auto, ale wygłupy brata często powodują, że znika.
- Profesor Q – ojciec Vinniego i Crystal. To on stworzył rakietę. W młodości był skautem i zasłużył na miano super skauta.
- Mama Kaczka – mama Skuda, Frankie i Biffo. Zawsze stoi po stronie dzieci, a także nie cierpi Vinniego. Razem z Dyrektorem Sternem prowadzi bibliotekę.
- Dyrektor Stern – prowadzi bibliotekę razem z Mamą Kaczką.
- Farmer Pszenica – najzwyklejszy farmer. Pojawia się w wielu odcinkach.
- Kapitan Serobrody – pirat. Posiada ogromny statek. Pojawia się w wielu odcinkach.
- Laserowy Kalmar – słynny piosenkarz, idol Vinniego.

## Wersja polska
Opracowanie wersji polskiej: na zlecenie Taffy Entertainment – Start International Polska

Reżyseria:
- Elżbieta Kopocińska-Bednarek,
- Andrzej Chudy

Dialogi polskie: Jakub Osiński

Dźwięk i montaż:
- Jerzy Wierciński,
- Kamil Pudlik

Kierownictwo produkcji: Anna Kuszewska

Udział wzięli:
- Tomasz Bednarek – Rakieta
- Grzegorz Drojewski – Vincent Q
- Monika Pikuła – Crystal
- Jarosław Domin – Mama Kaczka
- Jakub Szydłowski –
  - Dyrektor Stern,
  - Doktor K (odc. 14a)
- Monika Kwiatkowska-Dejczer – Frankie
- Anna Sroka –
  - Tęcza,
  - Syn Doktora K (odc. 14a)
- Elżbieta Kopocińska-Bednarek –
  - Maya,
  - Komputer (odc. 14a)
- Wojciech Machnicki – Profesor Q
- Cezary Kwieciński –
  - Biffo,
  - Farmer Pszenica,
  - Pracownik stołówki (odc. 12a)
- Mariusz Leszczyński – Kapitan Serobrody
- Andrzej Chudy –
  - Laserowy Kalmar (odc. 9a),
  - Właściciel małej pizzerii (odc. 10a)
- Gosława Biernat – Gabby
- Grzegorz Mikołajczak – Skud

i inni

## Odcinki
- Premiery w Polsce:
  - I seria (odcinki 1-15) – 22 czerwca 2009 roku,
  - I seria (odcinki 16-25) – 2009 / 2010.

### Spis odcinków
| Premiera odcinka | Nr | Polski tytuł                  | Angielski tytuł                 |
| ---------------- | -- | ----------------------------- | ------------------------------- |
|                  |    |                               |                                 |
| SERIA PIERWSZA   |    |                               |                                 |
|                  |    |                               |                                 |
| 22.06.2009       | 01 | Jeszcze raz i wylecisz        | Three Strikes... You’re Out!    |
| 23.06.2009       | 01 | Spłata należności             | Late Fees                       |
|                  |    |                               |                                 |
| 24.06.2009       | 02 | Podwójne urodziny             | They Say It’s Your Build Day    |
| 25.06.2009       | 02 | Randka w ciemno               | Really, Really Blind Date       |
|                  |    |                               |                                 |
| 26.06.2009       | 03 | Pewność siebie                | Vertigoing... Going... Gone!    |
| 29.06.2009       | 03 | Kurs dobrych manier           | Manners Maketh Rocket           |
|                  |    |                               |                                 |
| 30.06.2009       | 04 | Świat bez Kaczek              | Protection Rocket               |
| 01.07.2009       | 04 | Przepisy Rakiety              | Rocket Rules                    |
|                  |    |                               |                                 |
| 02.07.2009       | 05 | Wybory                        | Rocket the Vote                 |
| 03.07.2009       | 05 | Dobre uczynki                 | Good Deeds Done Dirt Cheap      |
|                  |    |                               |                                 |
| 06.07.2009       | 06 | Przystojniak                  | Tree Feet High                  |
| 07.07.2009       | 06 | Mam pilota                    | I Got a Remote                  |
|                  |    |                               |                                 |
| 08.07.2009       | 07 | Makrelowi skauci              | Mackerel Mates                  |
| 09.07.2009       | 07 | Części zamienne               | Not So Spare Parts              |
|                  |    |                               |                                 |
| 10.07.2009       | 08 | Być kujonem                   | Swollen Cranium                 |
| 13.07.2009       | 08 | Jutro razy trzy               | Tomorrow x3                     |
|                  |    |                               |                                 |
| 14.07.2009       | 09 | Laserowy Kalmar               | Rockin’ Rocket                  |
| 15.07.2009       | 09 | Viva Vroom                    | Viva Vroom                      |
|                  |    |                               |                                 |
| 16.07.2009       | 10 | Przyjaciółka                  | Mistake-Over                    |
| 17.07.2009       | 10 | Kulinarna konkurencja         | No More Joe’s                   |
|                  |    |                               |                                 |
| 20.07.2009       | 11 | Ściana wybitnych osiągnięć    | Writing on the Wall!            |
| 21.07.2009       | 11 | Przemiana na Biffo            | Biffo Blossoms                  |
|                  |    |                               |                                 |
| 22.07.2009       | 12 | Dyrektorzy i zastępcy         | Vices and Principles            |
| 23.07.2009       | 12 | Kosmiczny obóz                | Space Camp                      |
|                  |    |                               |                                 |
| 24.07.2009       | 13 | Muzyczny kalmar               | Tell Tale Squid                 |
| 27.07.2009       | 13 | Maya Kovsky                   | Maya Kovsky                     |
|                  |    |                               |                                 |
| 28.07.2009       | 14 | Genialna rodzinka             | Genius Company Picnic           |
| 29.07.2009       | 14 | Mały Profesor                 | Father to the Prof              |
|                  |    |                               |                                 |
| 30.07.2009       | 15 | Brat i siostra                | Advinnies in Rocketsitting      |
| 31.07.2009       | 15 | Randka z siostrą              | Date My Sister                  |
|                  |    |                               |                                 |
| brak danych      | 16 | Vinnie Kaczka                 | Thirty Nine and a Quarter Steps |
| brak danych      | 16 | brak danych                   | The Brunchfest Club             |
|                  |    |                               |                                 |
| brak danych      | 17 | Przyznaj się, a będzie dobrze | Publish and Be Wedgied          |
| brak danych      | 17 | Wąsy                          | Hair Apparent                   |
|                  |    |                               |                                 |
| brak danych      | 18 | brak danych                   | Rebirth of Cool                 |
| brak danych      | 18 | brak danych                   | Hypocritical Mass               |
|                  |    |                               |                                 |
| brak danych      | 19 | brak danych                   | Parent Substitute               |
| brak danych      | 19 | brak danych                   | Body Double Booked              |
|                  |    |                               |                                 |
| brak danych      | 20 | brak danych                   | 2 of the Girls                  |
| brak danych      | 20 | Rakieta dla dwojga            | Share & Share Unalike           |
|                  |    |                               |                                 |
| brak danych      | 21 | Autor! Autor!                 | Author! Author!                 |
| brak danych      | 21 | brak danych                   | Shrodinger’s Rocket             |
|                  |    |                               |                                 |
| brak danych      | 22 | brak danych                   | 0.9 of the Law                  |
| brak danych      | 22 | brak danych                   | Retro Rocket                    |
|                  |    |                               |                                 |
| brak danych      | 23 | brak danych                   | Fly A Mile In My Boosters       |
| brak danych      | 23 | brak danych                   | 3 Stage Rocket                  |
|                  |    |                               |                                 |
| brak danych      | 24 | brak danych                   | Truces and Consequences!        |
| brak danych      | 24 | brak danych                   | To Wedige or not to Wedige!     |
|                  |    |                               |                                 |
| brak danych      | 25 | brak danych                   | Life: A User’s Guide!           |
| brak danych      | 25 | brak danych                   | I’ve Got a Vinnie Q!            |
|                  |    |                               |                                 |

## Emisja
- Od 22 czerwca do 31 sierpnia 2009 – 9:25, 18:25
- Od 1 września do 31 października 2009 – 15:15
- Od 1 listopada 2009 do 21 marca 2010 – 11:00, 15:15 (oprócz świąt)
- Od 22 marca do 31 marca 2010 – 11:00, 13:40, 15:15
- Od 1 kwietnia do 27 kwietnia 2010 – 11:00
- Od 28 kwietnia do 31 maja 2010 – 11:00, 13:40
- Od 2 czerwca do 18 czerwca 2010 – 11:00

Okazjonalna emisja: 22 maja 2010 o godz. 11:15

Brak emisji: Święta Bożego Narodzenia, 1 czerwca 2010, od 19 czerwca 2010